# 李月成
李月成（1957年10月—），男，苗族，贵州台江人，中华人民共和国政治人物。
1976年7月加入中国共产党，1972年3月参加工作。毕业于中央党校在职研究生班世界经济专业。曾任贵州省黔南州委副书记、州长。第十一届全国人民代表大会贵州地区代表。

## 经历

### 乡村教师
1957年10月，李月成出生在贵州省台江县台拱镇上桃村的一个普通苗族农民家庭。8岁时，父亲离世。1972年3月至1974年8月，在贵州省晴隆县新庄小学任教。1974年10月至1976年8月，在兴仁师范学校学习，曾任校团委副书记、班长等职务。同年7月加入中国共产党。1976年9月至1977年8月，在贵州省晴隆县碧痕中学担任教师、校团总支书记。1977年9月至1978年8月，在兴义师范专科学校数学系学习。1978年9月至1979年8月，在贵州省晴隆县碧痕中学担任教师。1979年9月至1981年8月，在兴义师范专科学校中文系学习，曾任班长、校学生会副主席、主席等职。1981年9月至1982年2月，在贵州省晴隆县学官中学担任教师。

### 步入仕途
1982年初，时年25岁的李月成进入机关部门，担任晴隆县委宣传部理论教员，从此走上仕途。1983年至1986年，历任共青团贵州省晴隆县委副书记，共青团贵州省黔西南州委副书记、书记、团中央委员等职。
1986年2月至1987年2月，担任中共普安县委副书记、州赴普安县工作队队长、县人民政府县长等职。1987年曾赴浙江农业大学参加为期三个月的扶贫培训。
1990年1月至1996年10月，担任中共普安县委书记。其间于1992年8月至1993年8月，在中共中央党校第九期中青年干部培训班学习。1996年5月至1996年12月，挂任广电部社会管理司司长助理。1996年12月至1997年3月，担任黔西南布依族苗族自治州人民政府州长助理。1997年4月至2003年1月，担任副州长。1999年9月至2002年7月，在中共中央党校在职研究生班世界经济管理专业学习。
2003年1月至2003年4月，担任贵州省供销社党组书记、副主任。2003年4月至2005年1月，担任贵州省审计厅厅长、党组书记。2005年2月至2006年11月，担任中共黔东南苗族侗族自治州委副书记，历任人民政府副州长、代理州长、州长。2006年11月至2007年2月，担任中共黔南布依族苗族自治州委副书记，历任代州长、州长。
2011年9月，转岗政协，出任贵州省政协办公厅主任、机关党组书记。2012年1月，在贵州省政协十届五次会议第三次全体会议上当选为贵州省政协秘书长。2018年2月，贵州省政协第十二届农业农村委员会主任。

### 落马
2020年1月，李月成涉嫌违纪违法被立案审查调查，同时被免去职务。